# Dendropicos griseocephalus
El pito oliváceo (Dendropicos griseocephalus) es una especie de ave piciforme de la familia Picidae que vive en África.

## Distribución
Está ampliampente distribuido en África al sur del Sáhara, encontrándose en Angola, Burundi, República Democrática del Congo, Malaui, Mozambique, Ruanda, Sudáfrica, Suazilandia, Tanzania, Uganda, Zambia y Zimbabue.

## Subespecies
Se han descrito las siguientes subespecies:
- Dendropicos griseocephalus ruwenzori
- Dendropicos griseocephalus kilimensis
- Dendropicos griseocephalus griseocephalus